# آریستوکراسی
حکومت دانایان یا آریستوکراسی (به فرانسوی: Aristocratie) نظریه و عمل گروهی نخبه در امرِ حکومت است. این گروه از نظر فرمانروایی شایسته‌ترینِ همه قلمداد می‌شوند. البته در برخی موارد ارث و میراث هم مشاهده شده‌است.
این معنی اصلی اصطلاح است که حاوی توجیهی اخلاقی برای حاکمیت چنین نخبگانی است. پیدا کردن معیارهای پذیرفتنی برای همگان که براساس آن‌ها بتوان گفت گروه «بهین» در یک جامعهٔ معین چه کسانی هستند، البته بسیار دشوار است و در عمل هم چنین معیارهایی را به ندرت به کار گرفته‌اند. در دنیای مدرن امروزی کشور ایالات متحده آمریکا در تمام اورگان‌ها و نهادهای فدرال خود از سیستم نخبه سالاری تابعیت می‌کند. حکومت مقابل آریستوکراسی الیگارشی است.
افلاطون میانِ فیلسوف سالاری و نخبه‌سالاری با عبارات زیر فرق گذاشته بود: «انتخاب بر اساس خرد، فیلسوف سالاری و انتخاب بر اساسِ شایستگی و خِرد نخبه‌سالاری است. همچنین، افلاطون بر این عقیده بود که هنر (یا فضیلت) معرّف نخبه‌سالاری است، همان گونه که ثروت معرف اشراف‌سالاری و آزادی معرف مردم‌سالاری می‌باشد.» با این وجود، در بسیاری موارد کلمهٔ نخبه‌سالاری با خردسالاری مترادف فرض می‌شود.
- در عرف، حکومت‌های موروثی و حکومتی را «نخبه‌سالار» می‌خوانند که قدرتِ دولت در آن مطلق و در دست طبقهٔ ممتاز باشد و آن طبقه حاکمیت را از راه وِراثت و امتیازهای طبقه‌ای در دست گرفته باشد و دیگر طبقات را در آن راه نباشد. این نوع حکومت امروزه در کمتر جای جهان دیده می‌شود و جای خود را به دیکتاتوری‌های اشراف‌سالارانه سپرده‌است.[۲]
- آریستوکراسی (نخبه‌سالاری) از ریشهٔ یونانی aristos kratia به معنای بهترین حکومت یا حکومت بهین‌کَسان آمده‌است.[۲]

درحال حاضر، ایالات متحده آمریکا برای انتخابات ریاست جمهوری از سیستمی شبه‌آریستوکرات استفاده می‌کند که با نام مجمع گزینندگان شناخته می‌شود.

## دیدگاه ماکیاولی
نیکولو ماکیاولی، فیلسوف سیاسی ایتالیایی، در کتاب گفتارهایی در باب ده کتاب نخست تیتوس لیویوس آریستوکراسی را یکی از سه شکل خوب حکومت می‌داند:
«بعضی از کسانی که درباره‌ی سیاست مطالبی نوشته‌اند به وجود سه نوع حکومت قائلند: حکومت یک تن (مونارشی)، حکومت اشراف (آریستوکراسی) و حکومت مردم (دموکراسی)، و معتقدند کسی که می‌خواهد شهری را بنیاد نهد باید یکی از آن اشکال را، که مناسب‌تر از همه می‌داند، انتخاب کند. عده‌ای دیگر از نویسندگان، که خردمندتر از گروه نخستند، برآنند که شش نوع حکومت وجود دارد که سه تا از آن‌ها بسیار بدند و سه تای دیگر ذاتاً نیکند اما چنان در معرض انحطاطند که ممکن است مطلقاً مایه‌ی بدبختی شوند. انواع خوب حکومت همان سه نوعی است که برشمردم، و انواع بد حکومت‌هایی هستند که در نتیجه‌ی انحطاط انواع خوب پدید می‌آیند و هر یک از آن‌ها به نوع اصلی خود به‌قدری شبیه است که انتقال از یکی به دیگری به‌آسانی صورت می‌پذیرد: مونارشی به‌سهولت به حکومت تیرانی مبدل می‌گردد و آریستوکراسی به الیگارشی و دموکراسی به آنارشی. پس اگر بنیادگذار شهر یکی از آن سه نوع خوب را انتخاب کند، آن نوع تنها زمانی کوتاه برقرار می‌ماند و هیچ وسیله‌ای برای ممانعت از تبدیل آن به ضد خود وجود ندارد، زیرا که در این مورد نوع خوب و بد بسیار شبیه همند.»— نیکولو ماکیاولی، گفتارهایی در باب ده کتاب نخست تیتوس لیویوس، ترجمه‌ی محمد حسن لطفی، انتشارات خوارزمی. کتاب نخست، فصل دوم
او می‌گوید که با توجه بدین معایب، قانونگذاران خردمند هیچ‌یک از اشکال خوب را به‌تنهایی نپذیرفته‌اند و شکلی مختلط از هر سه نوع را برگزیده و فقط این شکل مختلط را استوار و دوام‌پذیر دانسته‌اند، زیرا که در چنین حکومتی شهریار و اشراف و توده‌ی مردم ناظر رفتار یکدیگرند و اختیارات همدیگر را محدود می‌کنند. او بهترین نمونه‌ی نظام سیاسی را نظامی می‌داند که لیکورگوس در اسپارت برقرار ساخت؛ حکومت جمهوری روم نیز به‌سبب اینکه دارای دو کنسول (نماد مونارشی)، یک مجلس سنا (نماد آریستوکراسی) و تریبون‌های مردمی (نماد دموکراسی) بود، مخلوطی از سه شکل خوب حکومت بود و، در نتیجه، نظام سیاسی کاملی داشت.

## معنی در دیکشنری آکسفورد
بایگانی‌شده  در ۱۱ نوامبر ۲۰۲۰ توسط Wayback Machine